# Supercoppa spagnola (rugby a 15)
La supercoppa spagnola o supercoppa di Spagna (in spagnolo Supercopa de España) è una competizione di rugby a 15 che mette annualmente di fronte in gara unica il club campione di Spagna in carica e quello detentore della Coppa del Re.
Qualora le due fattispecie coincidano, quest'ultimo concorrente è rimpiazzato dal finalista sconfitto di Coppa del Re.
Inaugurata nel 2003 con la vittoria della formazione di Valladolid dell'El Salvador, ha visto il capoluogo di Castiglia e León imporsi nella competizione per 12 volte su 15 edizioni perché, oltre alle 5 affermazioni di quest'ultimo club, sono giunte al 2017 7 vittorie dell'altra compagine cittadina, il Valladolid, che costituiscono il record di conquiste.
La formula della competizione è a gara unica, anche se tra il 2005-06 e il 2009-10 fu adottato, ai fini dell'assegnazione, il risultato dello scontro diretto d'andata e ritorno tra le due squadre partecipanti nel corso del campionato successivo.

## Storia
La Supercoppa fu inaugurata alle 18 del 6 settembre 2003 con la disputa della prima gara valida per tale titolo, allo stadio Pepe Rojo di Valladolid tra il club campione in carica dell'El Salvador e il vincitore della Coppa del Re, il madrileno Club de Rugby UCM.
La vittoria arrise alla formazione di casa per 23-19, e fu la prima delle cinque affermazioni consecutive del club bianconero prima che il testimone del primato passasse di mano alla concittadina Valladolid.
Nella stagione 2005-06, la terza edizione del torneo, vi fu una variazione di formula: invece di essere assegnato a gara unica, il trofeo fu conferito in base al risultato del doppio confronto diretto di campionato tra le due squadre titolate per quella stagione a contendersi la Supercoppa: per tre edizioni consecutive con tale formula la Supercoppa fu vinta dall'El Salvador, cui fece seguito un biennio di Madrid con il CRC Pozuelo.
Nel 2010, con il ritorno alla gara unica, iniziò il ciclo del Valladolid che proprio nel derby contro il Salvador vinse la sua prima Supercoppa; dopo un'estemporanea affermazione nel 2011-12 del La Vila di Villajoyosa, i biancoblu di Castiglia e León non persero più un'edizione di torneo e, nel 2016-17, quando ormai il conteggio trofei era di 5 pari con i suoi concittadini, li sconfissero per 17-14 per il loro quinto titolo consecutivo, record eguagliato, e sesto assoluto, primato in solitaria; nel 2017-18, contro i catalani del Santboiana (che vanta 4 sconfitte in altrettante presenze), Valladolid si aggiudicò il settimo titolo rafforzando quindi il primato nella competizione.
L'edizione 2018-19 vide altresì tornare alla vittoria i bianconeri del Salvador, vittoriosi 22-24 sui detentori in carica in un derby disputato a Valladolid, mentre nel 2019-20 il VRAC rafforzò il titolo di primatista assoluto della competizione con una vittoria per 33-18 sull'Alcobendas.

## Albo d'oro
| Edizione | Edizione | Sede                               | Vincitore         | Finalista         | Risultato | Risultato |
| -------- | -------- | ---------------------------------- | ----------------- | ----------------- | --------- | --------- |
| 1ª       | 2003-04  | Valladolid                         | El Salvador       | Club de Rugby UCM | 23-19     | 23-19     |
| 2ª       | 2004-05  | Valladolid                         | El Salvador       | Bera Bera         | 36-13     | 36-13     |
| 3ª       | 2005-06  | Valladolid - Sant Boi de Llobregat | El Salvador       | Santboiana        | 56-10     | 15-30     |
| 4ª       | 2006-07  | Valladolid - Sant Boi de Llobregat | El Salvador       | Santboiana        | 36-5      | 20-35     |
| 5ª       | 2007-08  | Valladolid - Sant Boi de Llobregat | El Salvador       | Santboiana        | 13-23     | 35-19     |
| 6ª       | 2008-09  | Madrid - Valladolid                | Club de Rugby UCM | El Salvador       | 22-15     | 14-20     |
| 7ª       | 2009-10  | Madrid - Siviglia                  | Club de Rugby UCM | Ciencias          | 20-15     | 23-24     |
| 8ª       | 2010-11  | Valladolid                         | Valladolid        | El Salvador       | 13-8      | 13-8      |
| 9ª       | 2011-12  | Madrid                             | La Vila           | El Salvador       | 24-10     | 24-10     |
| 10ª      | 2012-13  | Palencia                           | Valladolid        | Ordizia           | 26-13     | 26-13     |
| 11ª      | 2013-14  | Ordizia                            | Valladolid        | Ordizia           | 14-3      | 14-3      |
| 12ª      | 2014-15  | Valladolid                         | Valladolid        | Independiente     | 18-16     | 18-16     |
| 13ª      | 2015-16  | Madrid                             | Valladolid        | Cisneros          | 24-21     | 24-21     |
| 14ª      | 2016-17  | Valladolid                         | Valladolid        | El Salvador       | 17-14     | 17-14     |
| 15ª      | 2017-18  | Valladolid                         | Valladolid        | Santboiana        | 46-23     | 46-23     |
| 16ª      | 2018-19  | Valladolid                         | El Salvador       | Valladolid        | 24-22     | 24-22     |
| 17ª      | 2019-20  | Valladolid                         | Valladolid        | Alcobendas        | 33-18     | 33-18     |
| 18ª      | 2021-22  | Valladolid                         | Alcobendas        | Valladolid        | 18-13     | 18-13     |
| 19ª      | 2022-23  | Barcellona                         | El Salvador       | Santboiana        | TBD       | TBD       |

### Vittorie per club
| Vittorie | Club              | Edizioni                                                               |
| -------- | ----------------- | ---------------------------------------------------------------------- |
| 8        | Valladolid        | 2010-11, 2012-13, 2013-14, 2014-15, 2015-16, 2016-17, 2017-18, 2019-20 |
| 6        | El Salvador       | 2003-04, 2004-05, 2005-06, 2006-07, 2007-08, 2018-19                   |
| 2        | Club de Rugby UCM | 2008-09, 2009-10                                                       |
| 1        | La Vila           | 2011-12                                                                |
| 1        | Alcobendas        | 2011-22                                                                |